# 赤座直規
赤座 直規（あかざ なおのり、？ - 慶長20年5月8日〈1615年6月4日〉）は安土桃山時代から江戸時代初期にかけての武将。豊臣家臣。通称、内膳正。

## 略歴
尾張国愛知郡藤島村の生まれ。豊臣秀吉・秀頼に仕え3千石を与えられる。
1615年5月8日、大坂夏の陣で豊臣家が敗北すると、秀頼と共に自害した。大坂の陣当時の年齢は50歳前後と伝わる。

## 参考資料
戦国人名事典 コンパクト版